# نرگس ماولوالا
نرگس ماولوالا یک اخترفیزیکدان پاکستانی-آمریکایی است که به خاطر نقشش در اولین مشاهده امواج گرانشی شناخته شده‌است. او استاد صاحب کرسی اخترفیزیک کورتیس و کاتلین ماربل در موسسه تکنولوژی ماساچوست (MIT) و همچنین دستیار مدیرگروه فیزیک در دپارتمان فیزیک این دانشگاه است. او در سال ۲۰۱۰ بورسیه مک‌آرتور را دریافت کرد. اگرچه ماولوالا بیشتر برای فعالیت‌هایش در پروژه تشخیص امواج گرانشی در رصدخانه تداخل لیزری امواج گرانشی(LIGO) شناخته شده‌است اما دستاوردهای برجسته دیگری هم در مسائل فیزیک برآمده از پروژه LIGO داشته‌است. به عنوان مثال او آزمایش‌های پیشگامانه‌ای بر روی سرمایش لیزری اجسام ماکروسکوپی انجام داده‌است. نمونه‌ای دیگر از دستاوردهای، آزمایش‌هایش دربارهٔ حالت کوانتومی فشرده همساز نور است.

## زندگی شخصی
ماولوالا در لاهور متولد شد اما در کراچی بزرگ شد. او در سال ۱۹۸۶ به ایالات متحده نقل مکان کرد و در کالج ولزلی مشغول به تحصیل شد. در سال ۱۹۹۰، او از این دانشگاه یک مدرک لیسانس در رشته فیزیک و اخترشناسی دریافت کرد. برای دریافت مدرک دکترای فیزیک، او در سال ۱۹۹۷ به ام‌آی‌تی رفت. ماولوالا که در یک خانواده پارسی متولد شده بود با آیین زرتشتی پرورش یافت. ماولوالا یک هم‌جنسگراست. او و همسرش به همراه فرزندشان در کمبریج ماساچوست در ایالات متحده زندگی می‌کنند. او خانواده پرجمعیتی در کراچی دارد و در سال ۲۰۱۰ از این شهر بازدید کرد.